# Лобов Дмитро Олексійович
Дмитро́ Олексі́йович Ло́бов (16 лютого 1992 — 29 серпня 2014) — солдат Збройних сил України, учасник російсько-української війни.

## Короткий життєпис
Народився 1992 року в селі Охрімівка (Якимівський район, Запорізька область). 1999 року родина Лобових переїхала до села Шелюги. Мама Людмила Юріївна — фельдшер Шелюгівської амбулаторії — виховала Дмитра та трьох сестер — Анастасію, Марію і Тетяну. 2009 року закінчив Шелюгівську ЗОШ. Пройшов строкову службу протягом 2010—2011 років у Київському окремому полку Президента України, стрілець та радіотелеграфіст. Після служби повернувся додому, допомагав у вихованні сестер, працював охоронцем на підприємстві «Агроеталон».
У квітні 2014 року мобілізований, старший кулеметник, 93-тя окрема механізована бригада.
Загинув під Іловайськом під час прориву з оточення «зеленим коридором» на півночі села Новокатеринівка — з боку хутора Горбатенко — у БМП-2, яке виходило спільно з танками та бойовими машинами 17-ї окремої танкової бригади.
10 вересня 2014-го рештки Дмитра були виявлені пошуковою групою Місії «Евакуація-200» («Чорний тюльпан») й привезені у Запоріжжя.
Упізнаний за тестами ДНК. Похований у селі Шелюги, Якимівський район.
Без Дмитра лишились мама і сестри.

## Нагороди та вшанування
За особисту мужність і героїзм, виявлені у захисті державного суверенітету та територіальної цілісності України, вірність військовій присязі під час російсько-української війни, відзначений — нагороджений
- 9 січня 2016 року — орденом «За мужність» III ступеня (посмертно)[1]
- орденом «За заслуги перед Запорізьким краєм» 3-го ступеня (посмертно)
- Його портрет розміщений на меморіалі «Стіна пам'яті полеглих за Україну» у Києві: секція 3, ряд 7, місце 32
- Вшановується 29 серпня на щоденному ранковому церемоніалі вшанування українських захисників, які загинули цього дня у різні роки внаслідок російської збройної агресії[2]